# Ordinario (clérigo)

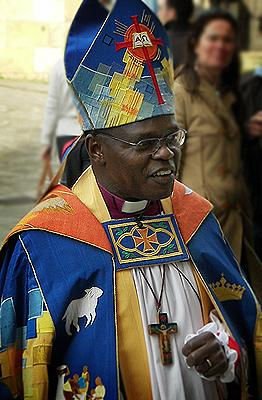
John Sentamu, "arzobispo" anglicano de York primado anglicano emérito de Inglaterra. La importancia de los "obispos" en lo que se refiere al ejercicio de la potestad eclesiástica es similar en varias de las iglesias de tradición cristiana.

Ordinario, en las iglesias jerárquicamente organizadas de la cristiandad occidental que poseen un sistema de derecho eclesiástico, es aquel clérigo que, por razón de su oficio, tiene poder ordinario para ejecutar las leyes de la iglesia. El término proviene de la palabra latina ordinarius.
En las iglesias orientales, el equivalente a ordinario es jerarca, palabra que deriva de la palabra griega ἱεράρχης  (hierarjes), que significa «sumo sacerdote, presidente de los ritos sagrados», formada por ἱερεύς (hiereus), «sacerdote» y ἀρχή (arjé), «primer lugar, gobierno, mando».
En la Iglesia católica, se entiende habitualmente por ordinario al obispo diocesano, si bien el Código de Derecho canónico ofrece una definición más precisa en su canon 134.
También es habitual el uso de ordinario por obispo diocesano en la Iglesia episcopaliana estadounidense.

## Otros usos religiosos
También se utiliza este término para hacer referencia a:
- Un prelado.
- En la misa (Ordinario) se conoce con tal nombre a una serie de textos invariables de la liturgia.[7]
- Rito ordinario el rito surgido del Concilio Vaticano II por oposición al precedente, denominado extraordinario.